# چانگ‌یونگ گونگ
چانگ‌یونگ گونگ یا کاخ چانگ‌یونگ (کره‌ای: 창경궁) یکی از پنج کاخ بزرگ است که در سئول کره جنوبی واقع شده است.
این کاخ در اواسط قرن پانزدهم توسط پادشاه سجونگ کبیر برای پدرش تائجونگ ساخته شد. در ابتدا "Suganggung" نام داشت، اما در سال ۱۴۸۳ توسط پادشاه سئونگ‌جونگ بازسازی و توسعه یافت و در آن زمان نام فعلی خود را دریافت کرد. بسیاری از سازه‌ها در طول تلاش‌های متعدد ژاپن در اواخر قرن ۱۵ تا ۱۶ (۱۵۹۲ میلادی) برای تسخیر کره و حمله به چین ویران شدند. به‌طور متوالی توسط پادشاهان چوسان بازسازی شد اما بار دیگر در اوایل قرن بیستم توسط ژاپنی‌ها تا حد زیادی ویران شد. این بار، به‌طور روشمند تخریب شد تا جایی برای پارکی مدرن، مکانی برای نمایش امپراتوری، شبیه پارک اوئنو توکیو ایجاد شود.
در طول دوره استعمار ژاپن، ژاپنی‌ها یک باغ وحش، باغ گیاه‌شناسی و موزه در این مکان ساختند. آن را "پارک Changyeongwon" می‌نامیدند، "Won" که مخفف کلمه کره‌ای "zoo" است. پس از استقلال در سال ۱۹۴۵ و آشفتگی و ویرانی جنگ کره ۱۹۵۰–۱۹۵۳، باغ وحش از طریق کمک‌های مالی ثروتمندان کره‌ای و همچنین هدایایی از باغ وحش‌های خارجی تجدید شد. در سال ۱۹۸۳، باغ وحش و باغ گیاه‌شناسی به پارک بزرگ سئول امروزی منتقل شد.

## ترکیب و ساختمان‌ها

پل اوکچئونگیو
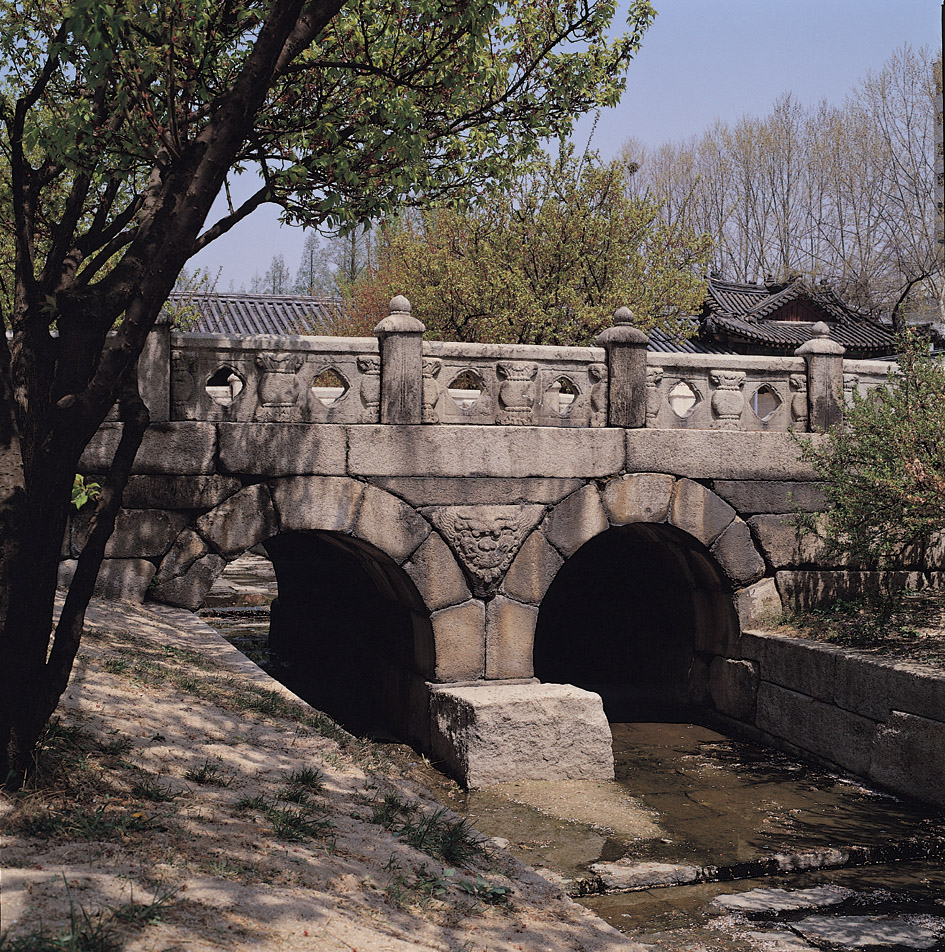
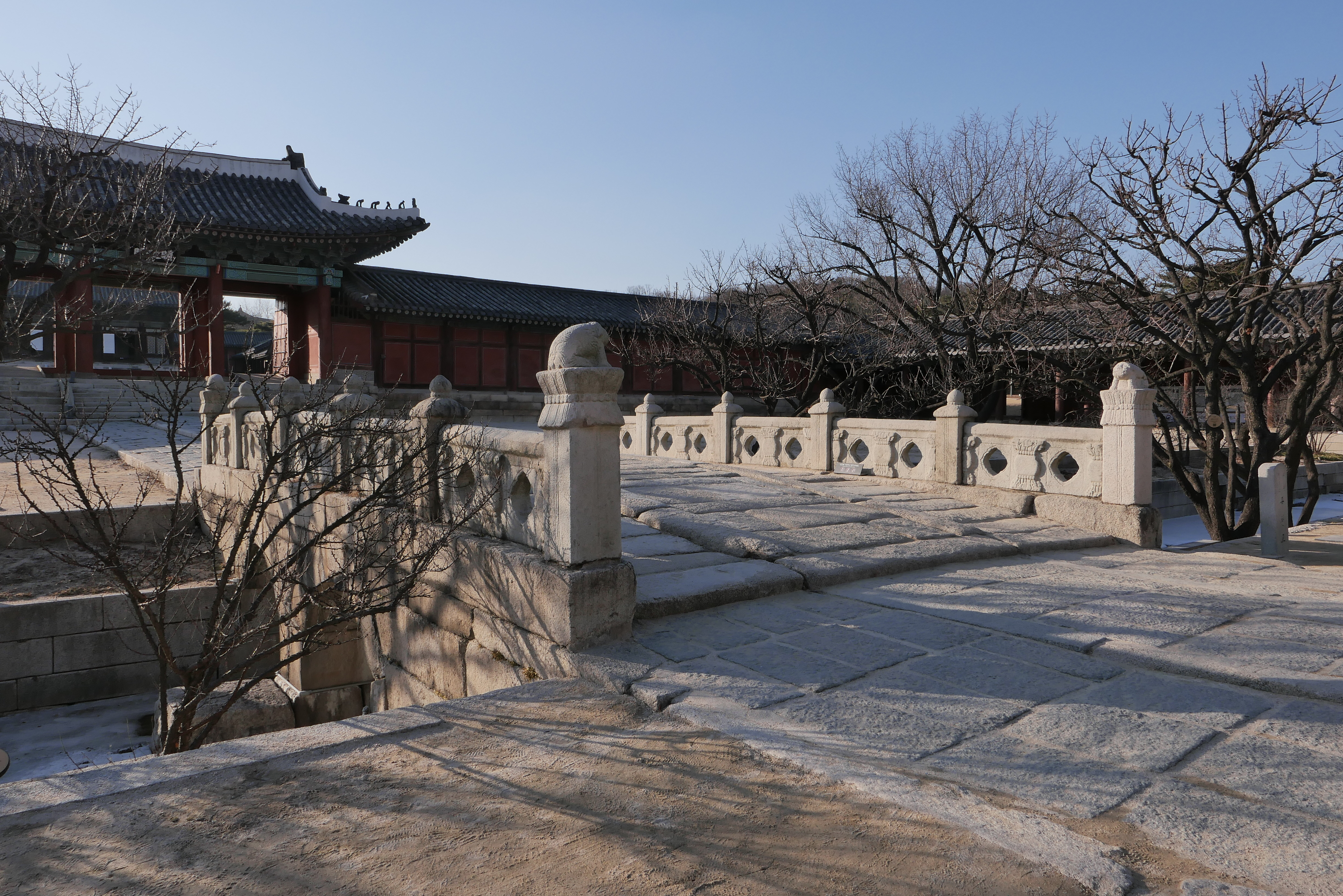
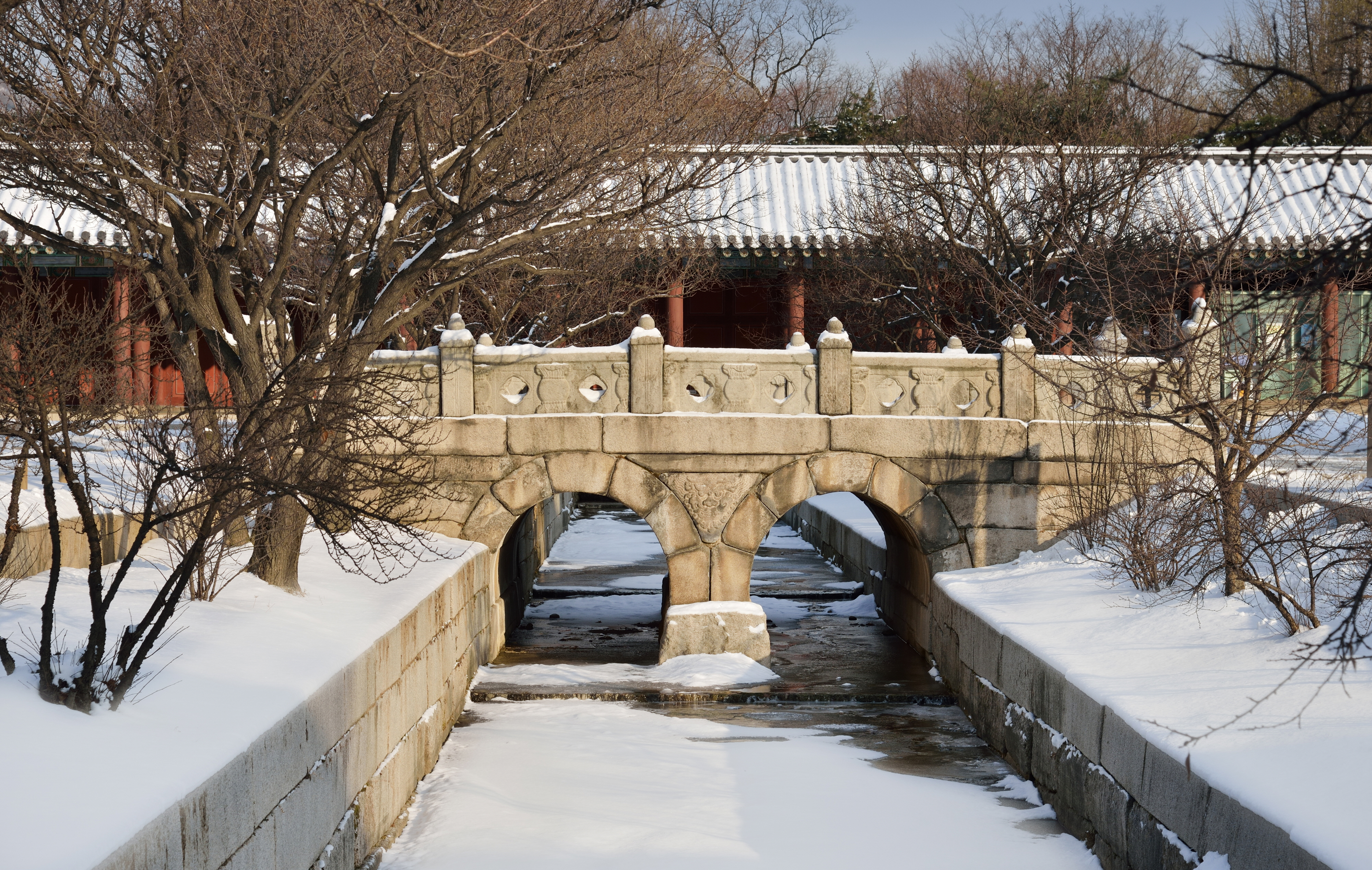

امروزه مهم‌ترین نقاط مورد علاقه آن به شرح زیر است:
- هونگوامون (کره‌ای: 홍화문; هانجا: 弘化門 ;

Honghwamun دروازه اصلی کاخ است و مانند قسمت مرکزی کاخ رو به شرق است. اولین بار در سال ۱۴۸۴ ساخته شد، در جریان تهاجم ژاپنی‌ها در سال ۱۵۹۲ سوخت و در سال ۱۶۱۶ بازسازی شد. در دو طرف این دروازه چوبی دو طبقه یک غرفه توپ (اسکیپ جک) ساخته شد. با عبور از دروازه، پل Okcheongjo نمایان می‌شود. در بین طاق‌های زیر جان پناه پل، اجنه (دوکائبی) حک شده است که برای دفع ارواح شیطانی در نظر گرفته شده است. پل Okcheongjo حدود ۵۰۰ سال پیش ساخته شد و به عنوان یک ورودی نمادین به حیاط عمل می‌کند.
در این دروازه، پادشاه یونگ‌جو با شهروندان ملاقات کرد: (۱۶۹۴–۱۷۷۴) در سال ۱۷۵۰ هنگام تصویب قانون Gyunyeok (قانون مالیات برابر) افکار عمومی را در اینجا جمع‌آوری کرد. در اینجا، پادشاه جونگجو (۱۷۵۲–۱۸۰۰) برنج را در سال ۱۷۹۵ به فقرا تقسیم کرد
Honghwamun به عنوان گنجینه ملی کره جنوبی به شماره ۳۸۴ در ۱۲ ژانویه ۱۹۶۳ تعیین شد

Honghwamun gate
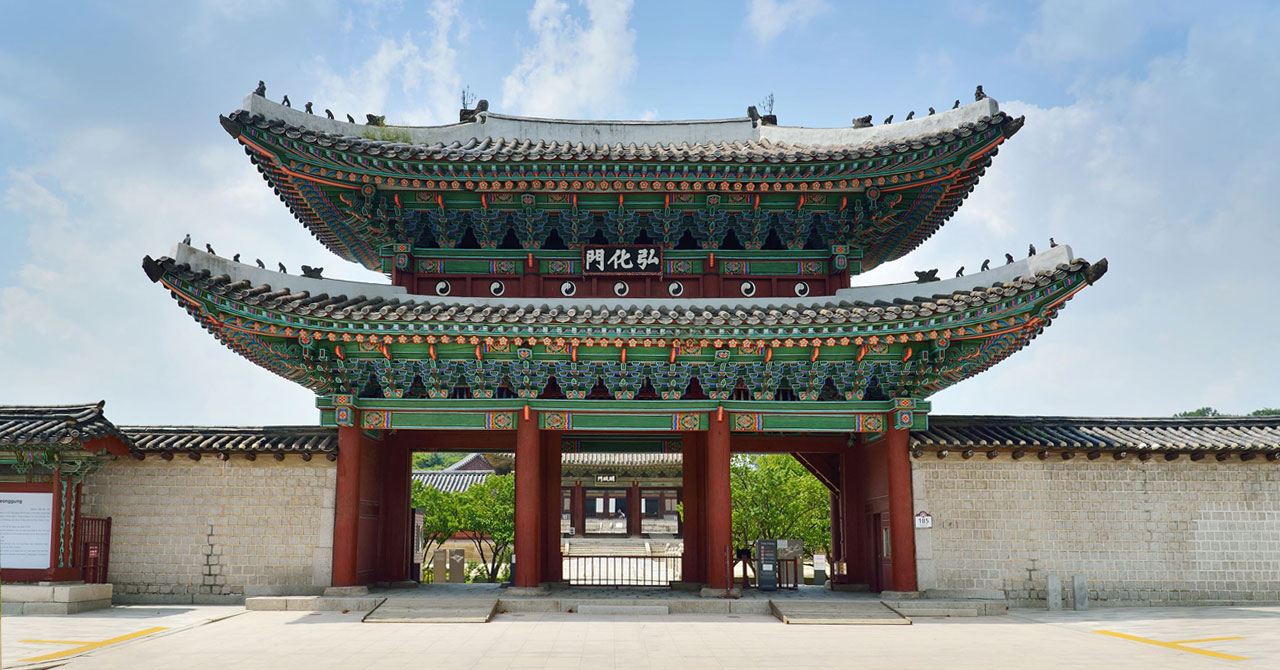
Honghwamun gate
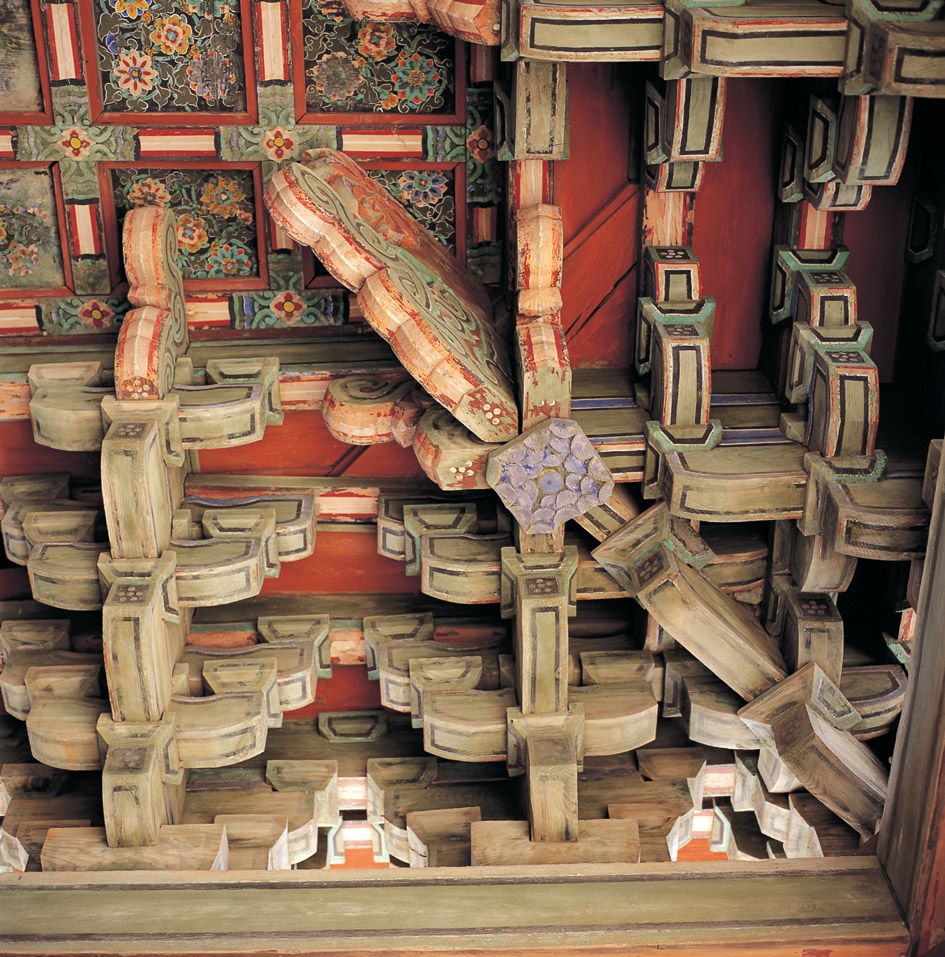

- Honghwamun gate
- پرونده:창경궁 홍화문 ۲층 내부.jpg

- اوکچئونگیو (کره‌ای: 옥천교; هانجا: 玉川橋 ;

پل اوکچئونگیو در سال ۱۴۸۳ ساخته شد. طول آن ۹٫۹ متر و عرض آن ۶٫۶ متر است و توسط طاق‌های دوقلو پشتیبانی می‌شود. در بین طاق‌های زیر جان پناه پل، اجنه (دوکائبی) حک شده که برای دفع ارواح شیطانی در نظر گرفته شده است. پل Okcheongjo به عنوان یک ورودی نمادین به حیاط عمل می‌کند. پل اوکچئونگیو در ۲۱ ژانویه ۱۸۶۳ به عنوان گنجینه ملی شماره ۳۸۶ تعیین شد
- پل اوکچئونگیو

Myeongjeongjeon تالار اصلی کاخ است که در آن امور ایالتی مانند جلسات با مقامات و ضیافت‌های سلطنتی برگزار می‌شد. اولین بار در سال ۱۴۸۴ ساخته شد و در جریان تهاجم ژاپنی‌ها در سال ۱۵۹۲ در آتش سوخت. این سالن که در سال ۱۶۱۶ بازسازی شد، قدیمی‌ترین تالار اصلی در بین تمام کاخ‌های سئول است. این مکان کوچکتر از تالارهای دو طبقه اصلی Gyeongbokgung و Changdeokgung است زیرا در ابتدا به‌عنوان محل زندگی ملکه ساخته شده بود تا تالار تاج و تخت. اگرچه این یک سازه ساده و یک طبقه است، اما Myeongjeongjeon بر روی یک حیاط سنگی مرتفع ساخته شده است که آن را با وقار تالار اصلی آغشته کرده است. از میان حیاط جلویی یک راهروی سه سطحی است که مسیر مرکزی آن فقط برای استفاده پادشاه بود. در اطراف کل محوطه، ساختمانی دیوار مانند از واحدهای تک اتاقی قرار دارد که توسط نگهبانان سلطنتی یا برای مراسم تدفین سلطنتی استفاده می‌شد. Myeongjeongjeon به عنوان گنجینه ملی شماره ۲۲۶ تعیین شده است.
- Munjeongjeon (کره‌ای: 문정전; هانجا: 文政殿 ;

Myeongjeongjeon
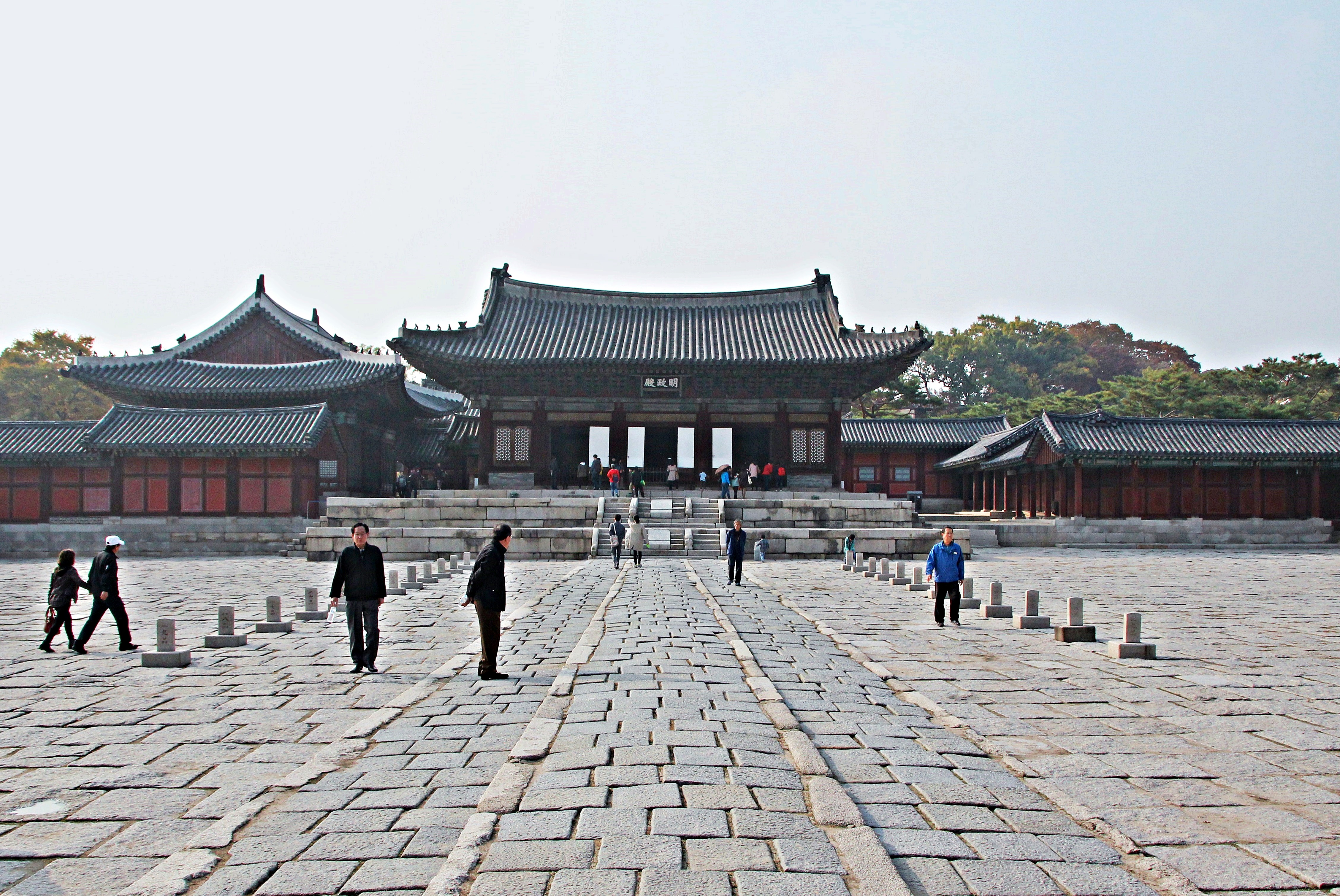
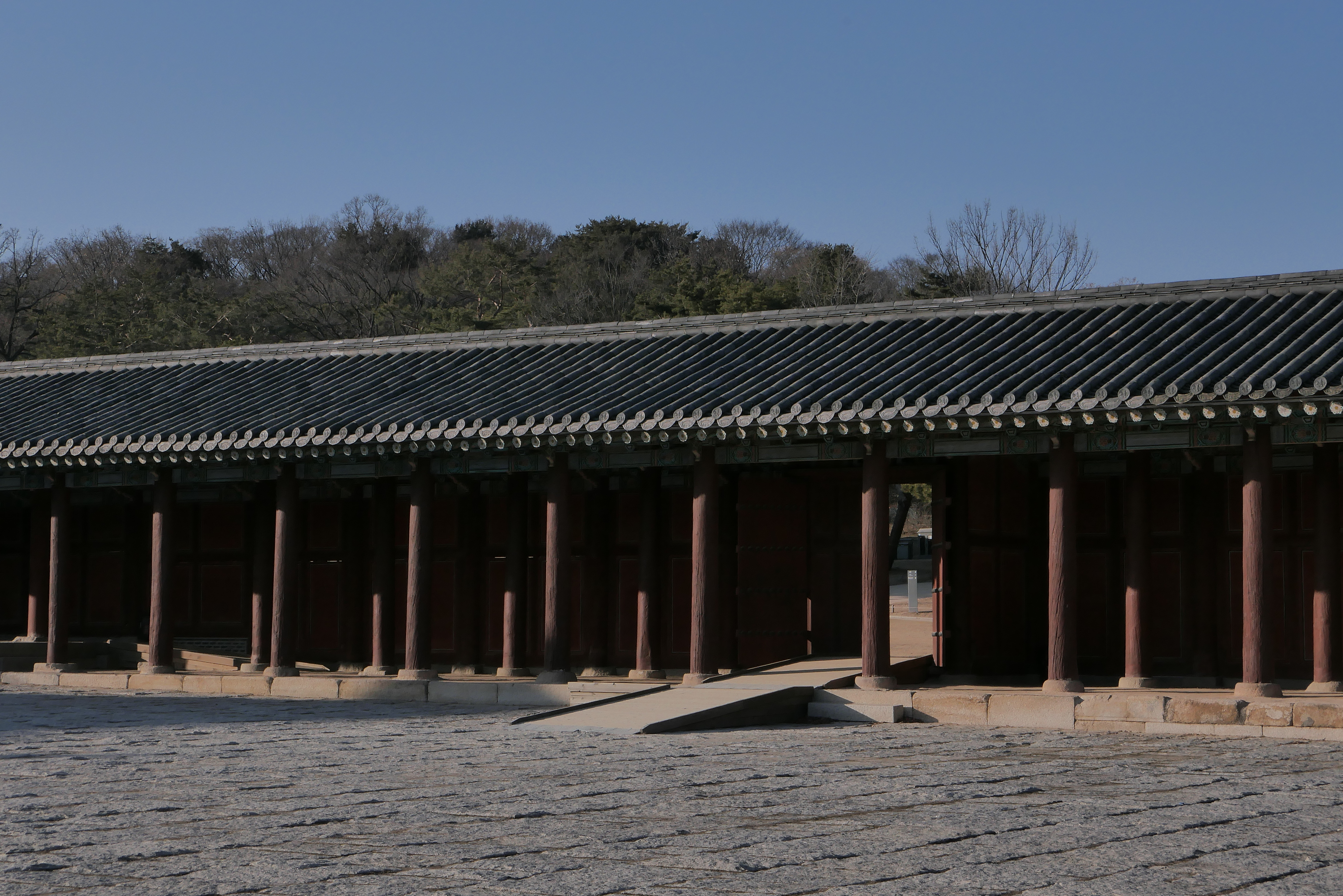

Munjeongjeon تالار شورایی است که در آن پادشاه به امور معمول ایالتی می‌پرداخت. برخلاف تالار تختی که رو به شرق است، این بنا رو به جنوب است. چنین طرح قصری با ساختار فرعی که جهتی متفاوت از تالار تاج و تخت دارد، در کره بسیار غیرمعمول است. Munjeongjeon همچنین برای تثبیت الواح سلطنتی پس از تشییع جنازه استفاده می‌شد. در زمان اشغال ژاپن برچیده شد. Munjeongjeon به شکل امروزی در سال ۱۹۸۶ همراه با دروازه Munjeongjeon و بخش شرقی راهرو مسقف بازسازی شد. با توجه به "نقاشی کاخ شرقی" قرن نوزدهم، Munjeongjeon از Sungmundang و Myeongjeongjeon توسط یک دیوار جدا شده بود و یک ضمیمه کوچک داشت. حیاط با راهرویی دیوار مانند احاطه شده بود. این قسمت هنوز بازسازی نشده است.
در سال ۱۴۸۳ ساخته شد، در سال ۱۵۹۲ تخریب شد، در سال ۱۶۱۶ بازسازی و در سال ۱۸۳۰ سوخت و دوباره در سال ۱۸۳۴ بازسازی شد. شاه جئونگجو و شاه هئونجونگ در اینجا به دنیا آمدند.
اولین بار در سال ۱۴۸۴ در زمان سلطنت پادشاه سونگ جونگ ساخته شد، در سال ۱۵۹۲ تخریب شد، در سال ۱۶۱۶ بازسازی شد، در سال ۱۸۳۰ سوخت و دوباره در سال ۱۸۳۴ بازسازی شد.
این بنا که در ابتدا "Sunyeongjeon" نام داشت، اولین بار در سال ۱۴۸۴ ساخته شد و اخیراً در سال ۱۸۳۴ بازسازی شد. ساختمان اصلی در منطقه یونجو که پادشاهان و خانواده‌هایشان در آن زندگی می‌کردند.
ساخته شده در سال ۱۹۰۹ در زمان امپراتور سونجونگ، با ۳۶۶ متر مربع جزیره و پل اضافه شده در سال ۱۹۸۴. حوض کوچکتر ۱۱۰۷ متر مربع و حوض بزرگتر ۶۴۸۳ متر مربع است.
در ۱۳ می ۱۷۶۲، حیاط روبروی Munjeongjeon شاهد غم انگیزترین حادثه قرن بود. به پادشاه یونگجو گزارش شده بود که ولیعهد سادو بیمار روانی است و رفتاری نامنظم دارد. پدرش که از شاهزاده خشمگین شده بود، دستور داد تا او را در صندوق بزرگ برنج زنده ببندند و هشت روز بعد در سن ۲۷ سالگی درگذشت. پادشاه یونگجو بعداً پشیمان شد و به پسرش لقب پس از مرگ «سادو» («اندیشیدن در اندوه») داد. اغلب اعتقاد بر این است که ولیعهد سادو قربانی توطئه مخالفان سیاسی خود شده است، اما این موضوع در خاطرات بانو هیگیونگ که توسط همسر شاهزاده سادو بانو هیگیونگ نوشته شده است، رد شده است.

## نگارخانه

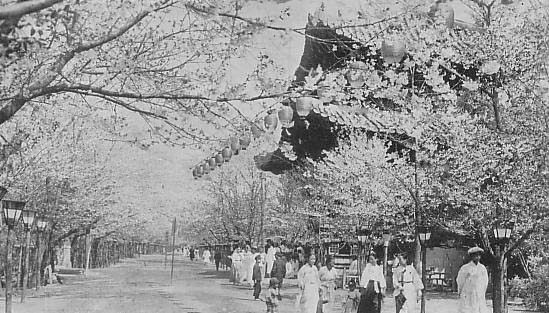
Changgyeonggung in 1930
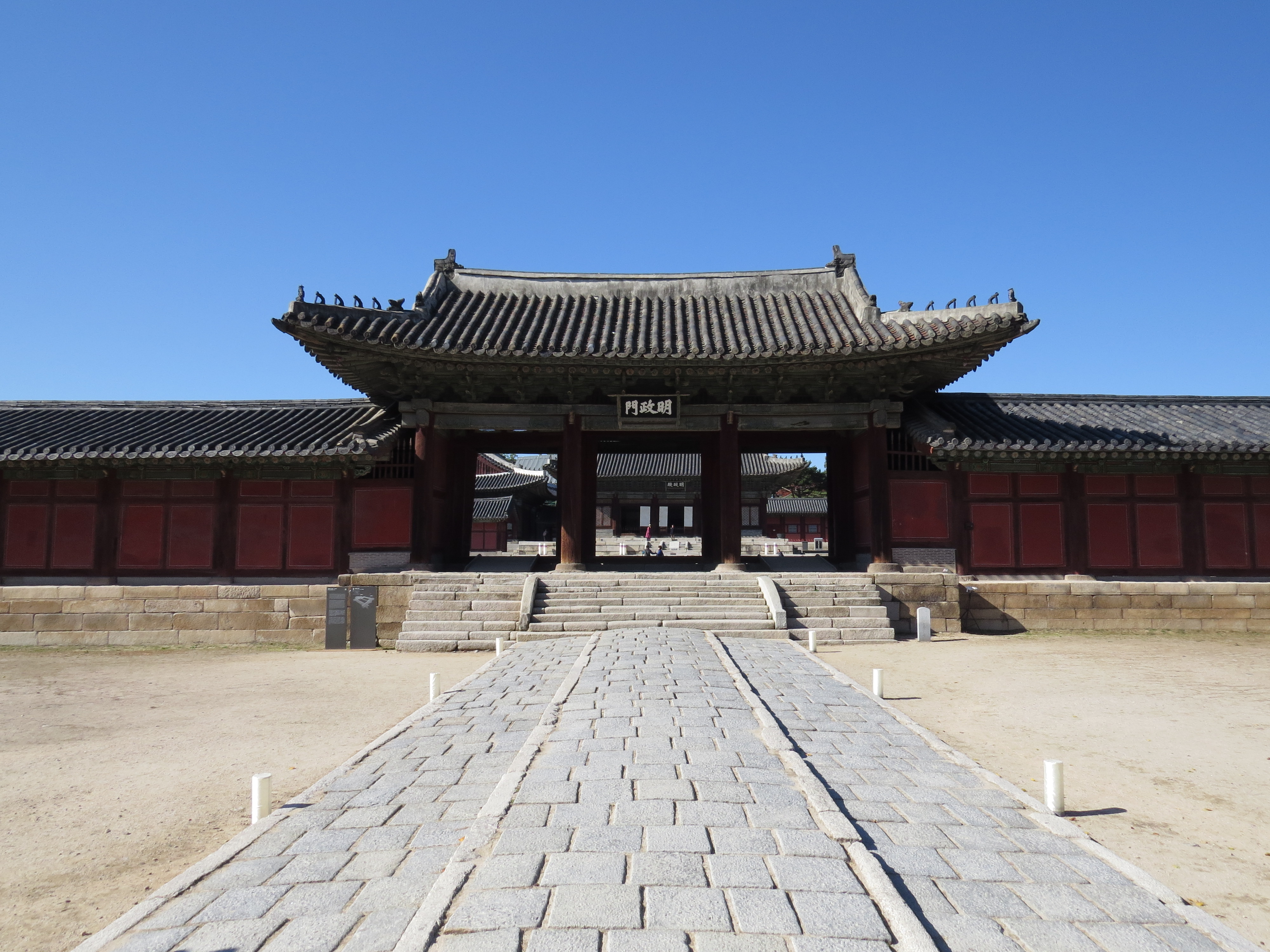
Myeongjeongmun, the entrance to the main hall of the palace
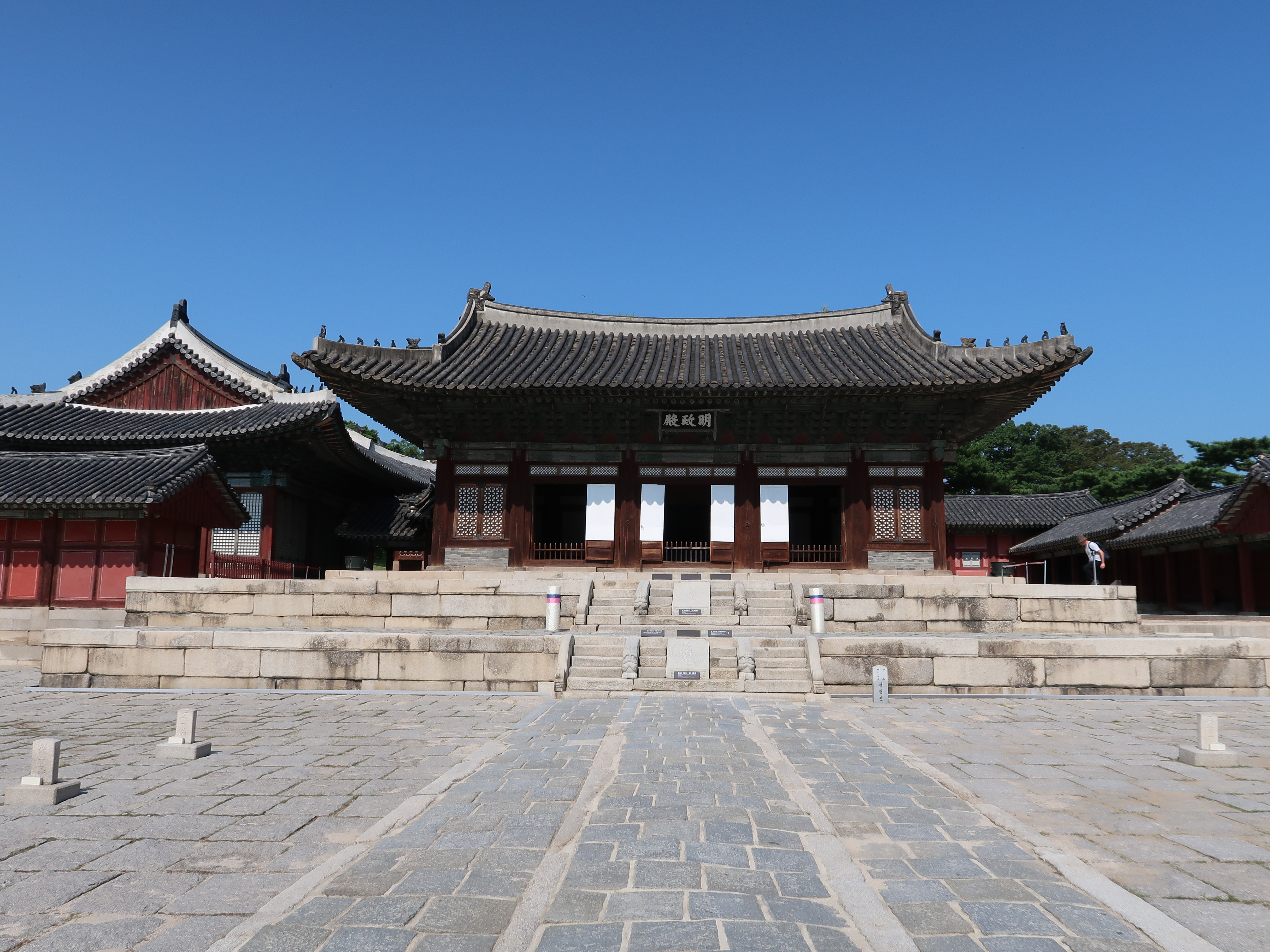
Myeongjeongjeon, the main hall of the palace
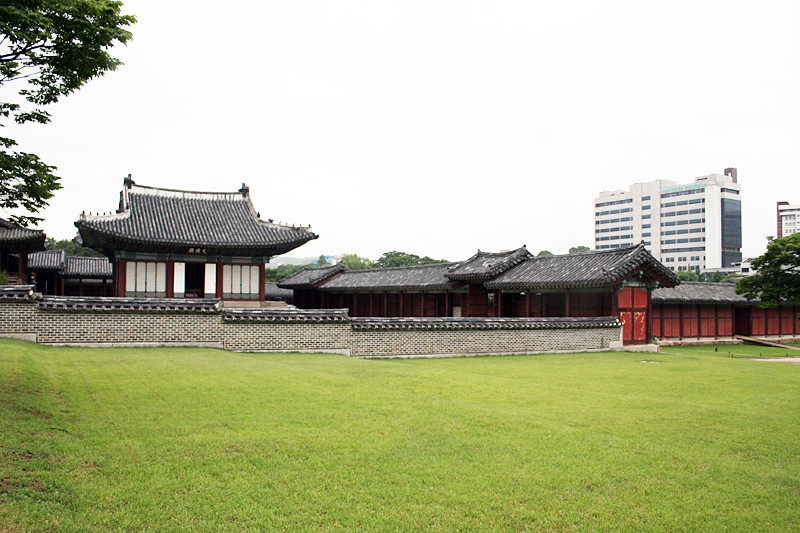
A side view of the palace's backyard with Munjeongjeon in the background
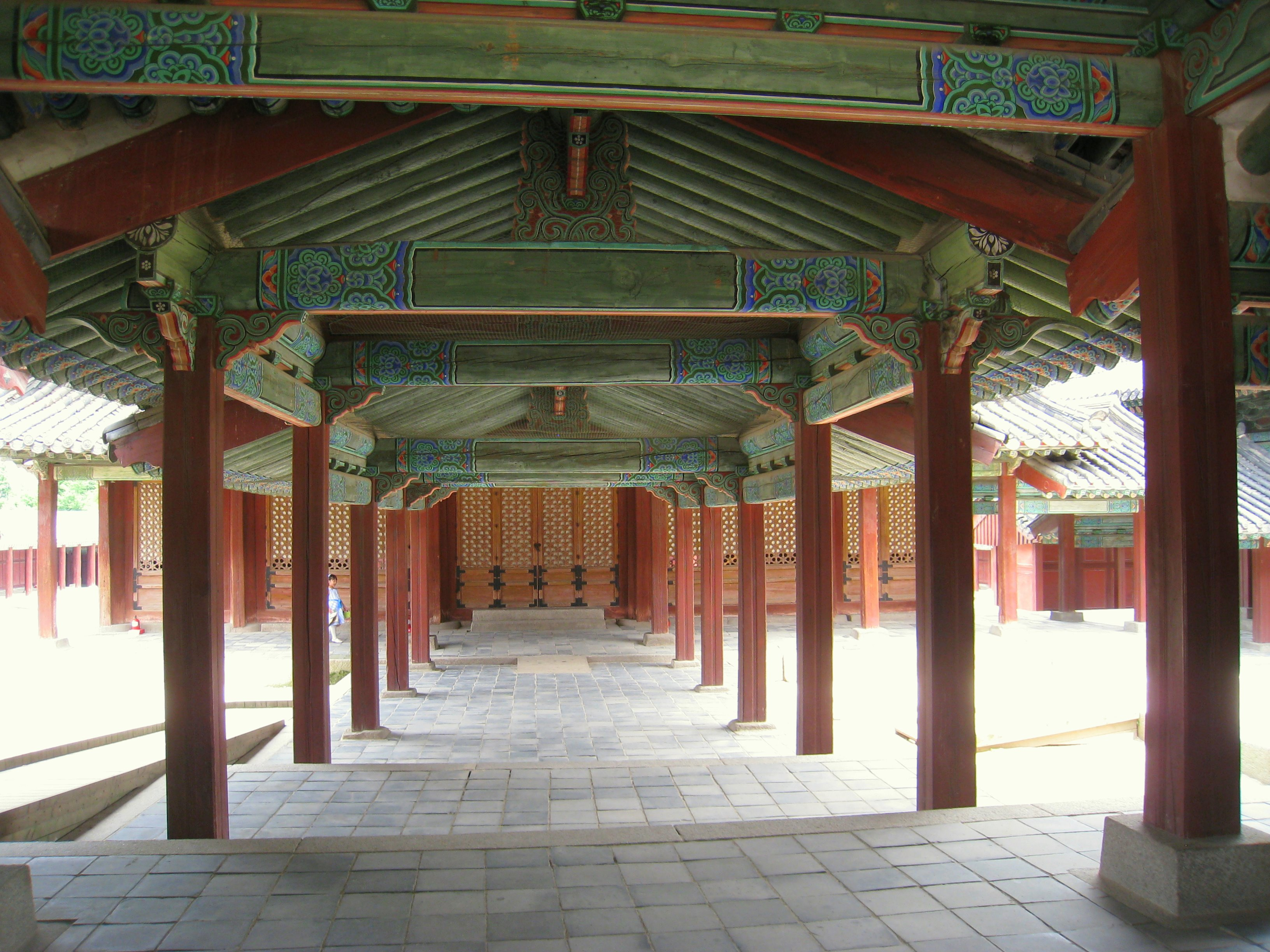
Sungmundang corridor
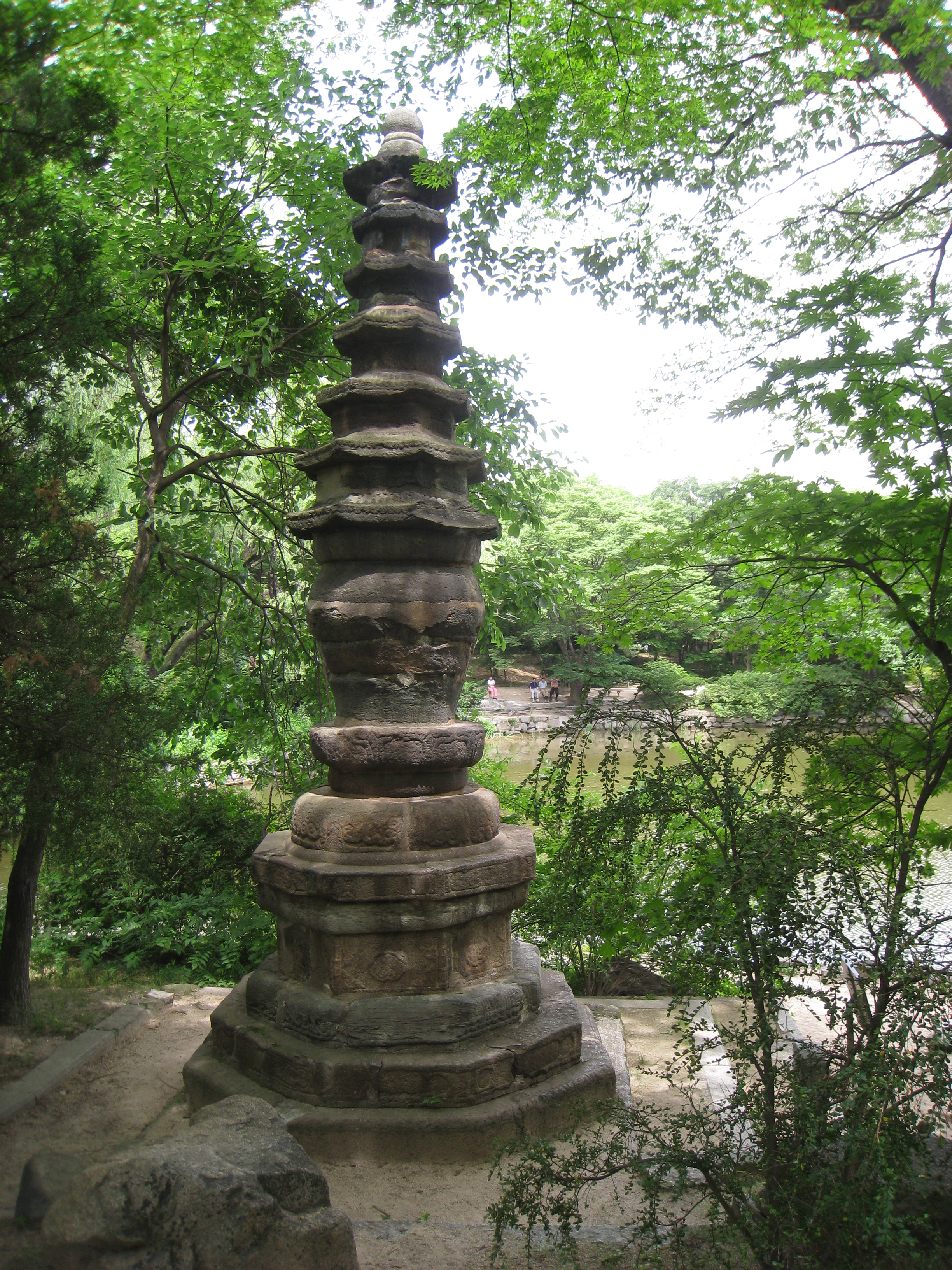
Pagoda
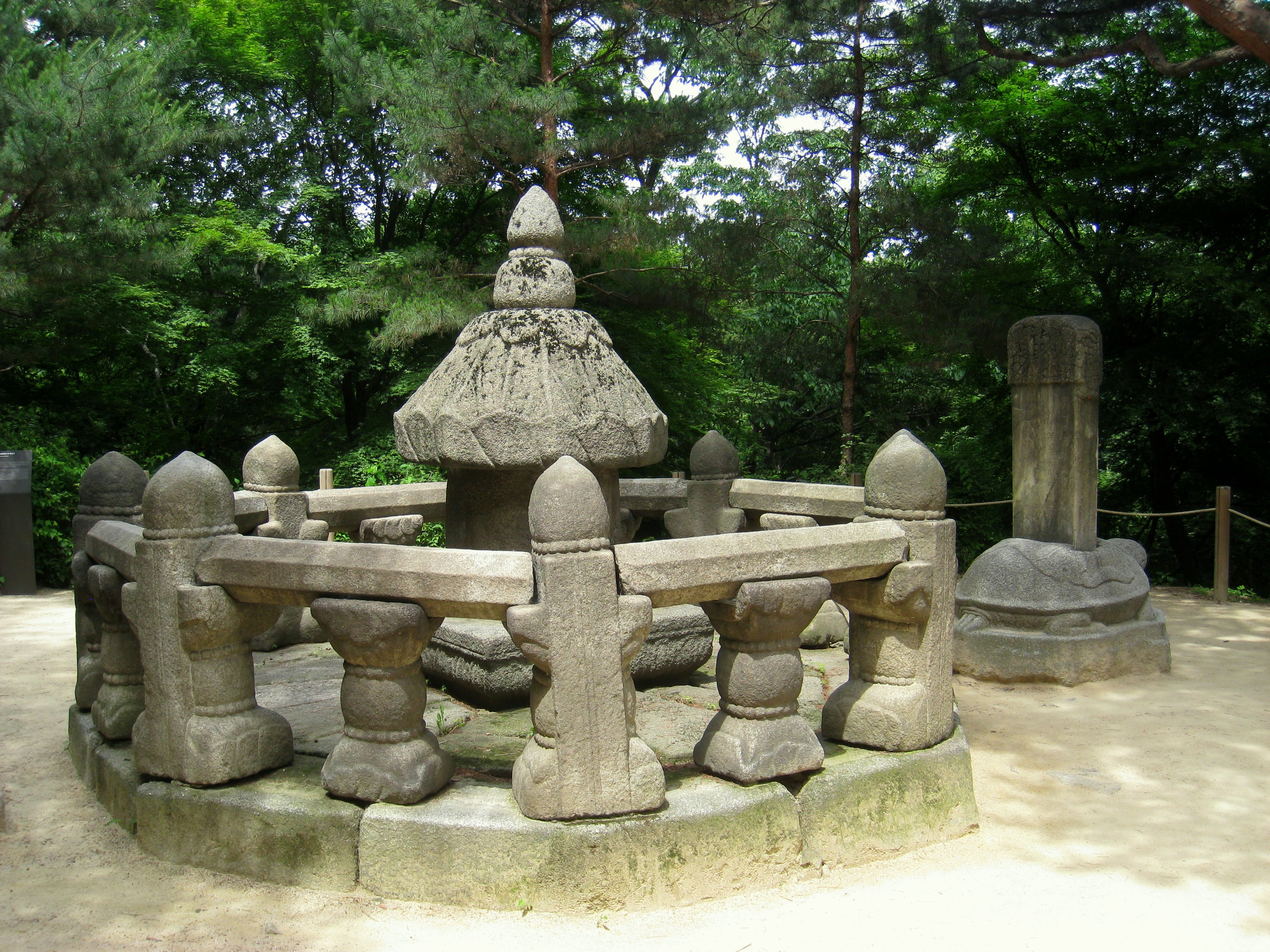
Taesil
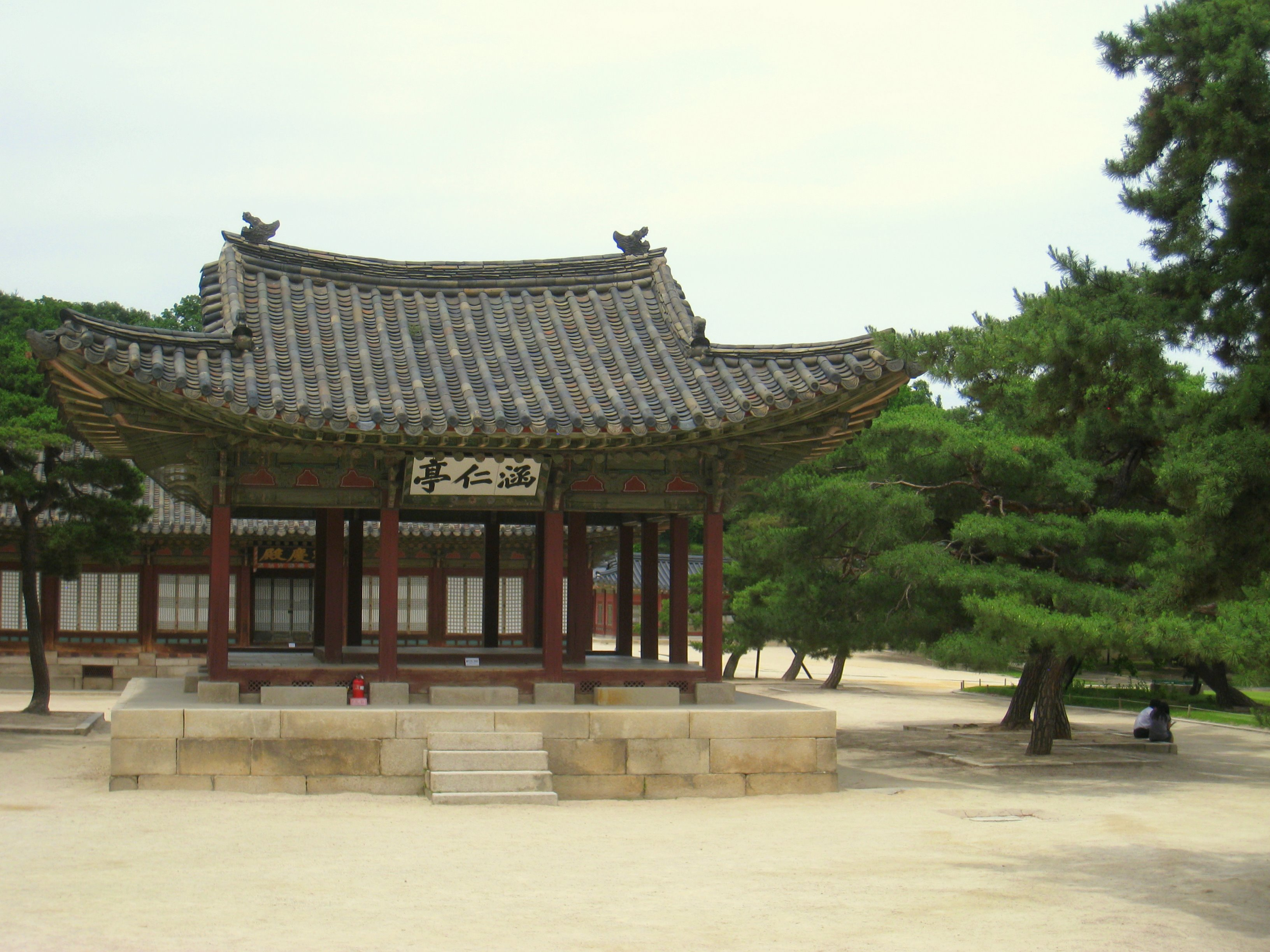
Haminjeong
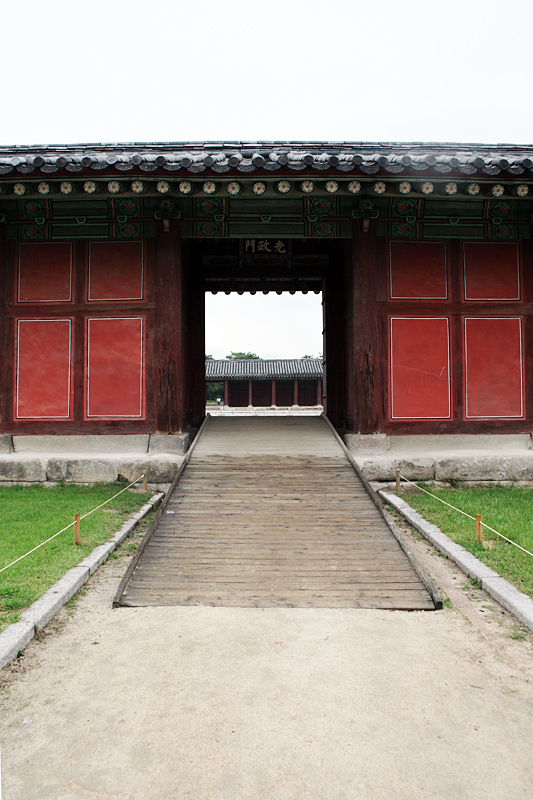
Gwangjeongmun Gate
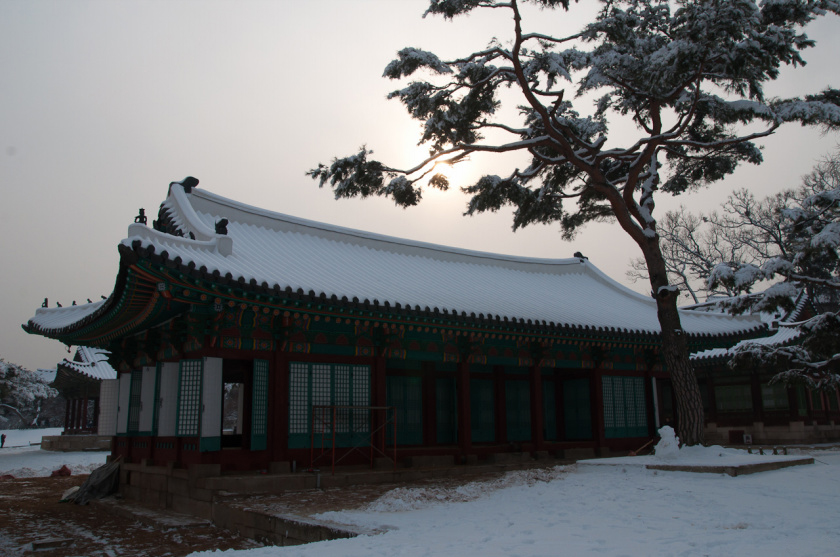
Yanghwagung in Winter
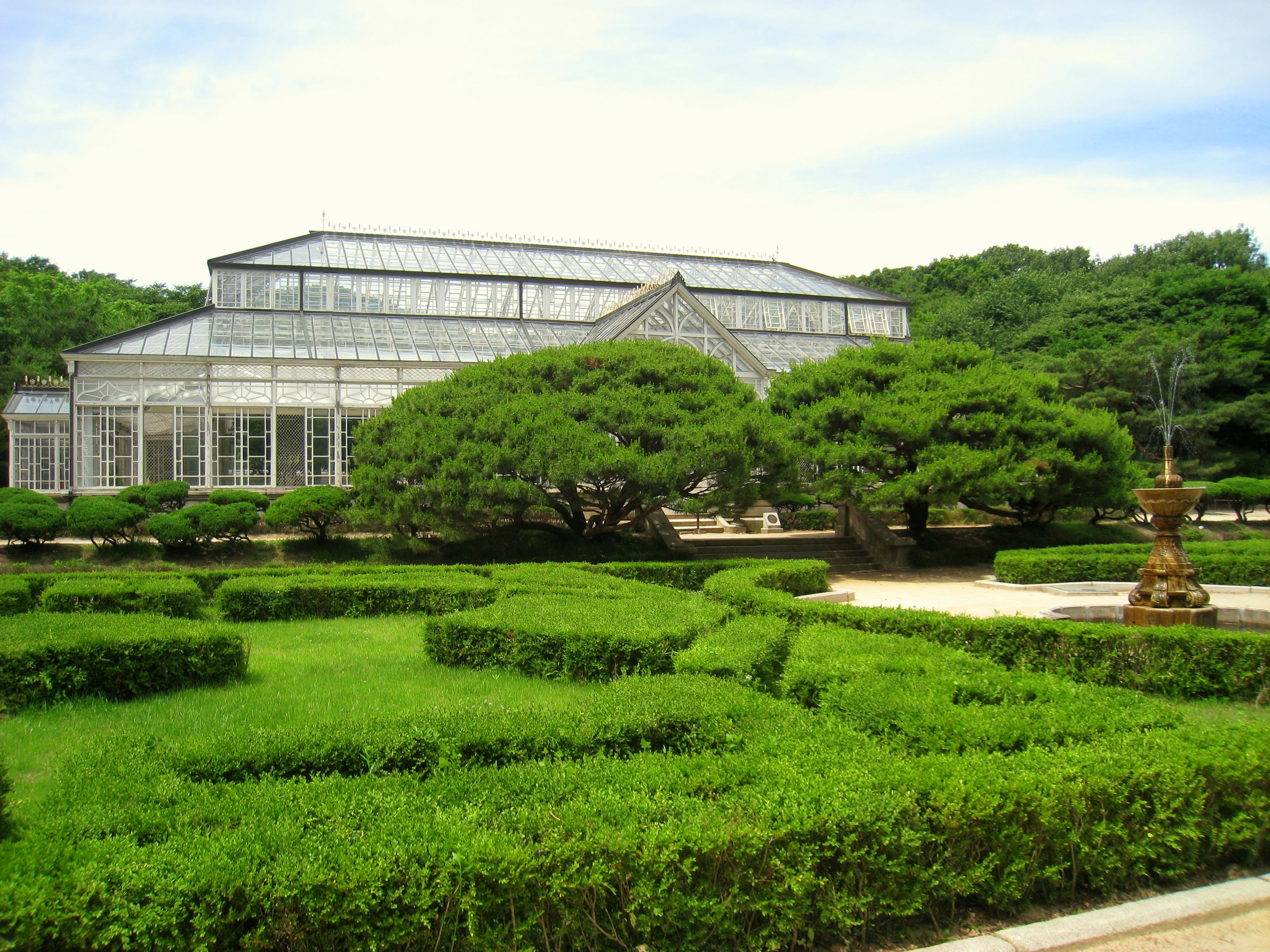
Daeonsil, the greenhouse of Changgyeonggung